# Municipio de San Juan Atenco
El municipio de San Juan Atenco (del nahuatl: atl, tentli, co ‘agua, orilla, en’‘ en la orilla del agua’) es uno de los 217 municipios que conforman al estado mexicano de Puebla. Fue fundado el 14 de septiembre de 1932 y su cabecera es la ciudad de San Juan Atenco.

## Geografía
El municipio se encuentra a una altitud promedio de 2440 m s. n. m. y abarca un área de 96.36 km². Colinda al norte con los municipios de Aljojuca y San Nicolás Buenos Aires, al oeste con el municipio de General Felipe Ángeles, al sur con el municipio de Quecholac y al este con el municipio de Chalchicomula de Sesma.

## Historia
Locación fundada por grupos nahuas en la época precolombina. Su territorio pertenecía anteriormente a Chalchicomula. El 27 de septiembre de 1932 fue erigido como municipio, que incluye también las haciendas de San Antonio Ares y Ocotepec.

## Demografía
De acuerdo al último censo, realizado por el INEGI en 2010, en el municipio hay una población total de 3416 habitantes, lo que le da una densidad de población aproximada de 35 habitantes por kilómetro cuadrado.